# Qyzylqaq Köli
Qyzylqaq Köli är en saltsjö i Kazakstan.   Den ligger i oblystet Pavlodar, i den nordöstra delen av landet, 290 km nordost om huvudstaden Astana. Arean är 159 kvadratkilometer.